# Хирабаяси, Гордон
Гордон Киёси Хирабаяси (англ. Gordon Kiyoshi Hirabayashi, яп. 平林 潔, 23 апреля 1918 — 2 января 2012) — американский социолог, известный своим принципиальным противодействием массовому интернированию (1942—1945 гг) американцев японского происхождения в США во время Второй мировой войны. Он также известен благодаря судебному процессу «Хирабаяси против Соединённых Штатов».

## Биография

### Ранние годы
Хирабаяси родился в Сиэтле (США) в христианской семье сторонников Бесцерковного христианского движения Японии, основанного Кандзо Утимурой в 1901 году. Хирабаяси окончил среднюю школу в городке Оберн (штат Вашингтон), а в 1937 году поступил в университет штата Вашингтон, где получил ученую степень. В университете он участвовал в деятельности Юношеской христианской ассоциации (YMCA) и стал религиозным пацифистом.
Несмотря на то, что сначала Хирабаяси счел интернирование приемлемой практикой, в конце концов он стал одним из тех, кто открыто бросил вызов этой политике. В то время он вступает в руководимый квакерами Американский комитет Друзей на службе обществу. В 1942 году Хирабаяси сам явился в ФБР, и после осуждения за нарушение комендантского часа был приговорен к 90 дням тюремного заключения. После обжалования приговора дело при поддержке Американского союза гражданских свобод дошло до Верховного суда США. Один из его адвокатов Гарольд Эванс принадлежал к филадельфийским квакерам. Верховный суд, однако, единогласно вынес решение против Хирабаяси в деле «Хирабаяси против США» (1943), хотя три члена суда согласились с большинством только с определенными оговорками.
Принимая во внимание трудности военного времени, конвой не перевозил его в тюрьму, ему даже отказали в оплате проезда до тюрьмы в Аризоне, поэтому Хирабаяси добирался до места заключения автостопом. Прибывшему к месту заключения арестанту сказали, что он опоздал на две недели и документов на него нет. Он мог просто уйти домой, но побоялся, что это будет выглядеть подозрительно. Администрация тюрьмы предложила ему пойти пообедать или сходить в кино, пока они ищут его документы. К тому времени когда он вернулся, сопроводительные документы были найдены. Позднее Хирабаяси провел год в федеральной тюрьме в Мак-Нейл-Айленд за отказ пойти в армию. Причиной отказа стал опросник, разосланный всем американцам японского происхождения. Среди других там был вопрос о верности императору Японии, что было проявлением расовой дискриминации, поскольку опросники, разосланные другим этническим группам, не поднимали вопрос о верности иностранным лидерам.

### Послевоенная карьера
После войны Гордон Хирабаяси продолжал научную деятельность, получив степени магистра и доктора социологии в Вашингтонском университете. Он преподавал в Бейруте и Каире, а в 1959 году устроился в Альбертском университете в Канаде, где с 1970 до 1975 года занимал пост руководителя кафедры социологии и продолжал преподавать вплоть до своей отставки в 1983 году. К его социологическим исследованиям относятся изучение азиатских американцев, русских духоборов в Британской Колумбии, политического сознания сельских жителей в Египте, социальных изменений в Иордании. Он был активным членом канадского Годового собрания Религиозного общества Друзей (квакеров). После выхода на пенсию оставался активным борцом за права человека. В 2001 году ему поставили диагноз — болезнь Альцгеймера. Хирабаяси умер 2 января 2012 года в возрасте 93 лет в канадском городе Эдмонтон (Альберта).

### Подтверждение невиновности
Вскоре после выхода на пенсию Хирабаяси получил доказательства своей невиновности. Питер Айронс, профессор политологии Калифорнийского Университета в Сан-Диего, нашел документы, которые четко показали наличие неправомерных действий правительства США в 1942 году в отношении Хирабаяси. Документы явились доказательством того, что правительство знало о том, что для интернирования не было никаких военных оснований. С помощью этой новой информации дело «Хирабаяси против Соединенных Штатов» было вновь передано в федеральный суд, и в 1987 году Апелляционный суд девятого округа отменил судимость Гордона Хирабаяси.
«Это была полная победа — такая однозначная, что другая сторона не подала на апелляцию», — говорил Хирабаяси. — «Это стало подтверждением всех усилий, направленных на то, что люди не должны лишаться гражданских прав в период кризиса». «Был момент, когда я почувствовал разочарование в Конституции», — объяснял он. — «Но после этого суда и после публичных заявлений правительства я понял, что наша страна доказала — Конституцию стоит отстаивать. Правительство США признало, что допустило ошибку. Страна, которая может сделать это, — сильная страна. И сейчас у меня больше веры и верности Конституции, чем я когда-либо раньше».
«Я также хотел бы сказать, что если вы верите во что-либо, если вы верите в правильность Конституции, и, если вы думаете, что Конституция защищает вас, вам лучше продолжать убеждаться, что Конституция активно действует, … и если бы не наша „постоянная бдительность“, Конституция превратилась бы в простой клочок бумаги. В 1942 году у нас была Конституция, которая могла защитить наши права. И это не произошло, потому что люди не защищали ее».
24 мая 2011 года Нил Кэтьял, исполняющий обязанности генерального солиситора, выступил с речью в рамках «Месяца памяти об американцах, выходцах из Азии и островов Тихого океана». Развивая опубликованные им ранее заявления, он от имени Министерства Юстиции впервые публично признал этическую ошибку, произошедшего в 1942 году. Кэтьял назвал дела по Хирабаяси и Корематсу пятнами на репутации Управления генерального солиситора. Эти случаи являются «важным напоминанием» о необходимости абсолютной откровенности правительства Соединенных Штатов по каждому делу.

### Публичное признание заслуг
В 1999 году один из лагерей в Коронадском Национальном заповеднике был назван в честь Гордона Хирабаяси. В 1940-х годах здесь располагалась Федеральная тюрьма Каталины, в которой во время Второй мировой войны содержались американцы японского происхождения. Лагерь был создан в 1939 году под эгидой Бюро США по тюрьмам с целью использовать рабочую силу заключенных для строительства автомагистрали. Сейчас здесь располагается палаточный молодежный лагерь, а участок в десяти милях к северо-востоку от Тусона, где Хирабаяси отбывал свой приговор в 1942 году, в настоящее время известен как Hirabayashi Recreation Site.
В 2008 году Университет штата Вашингтон наградил Гордона Хирабаяси и 400 бывших студентов японского происхождения, которые были отчислены, почетной степенью nunc pro tunc — «имеющий обратную силу». Хотя Хирабаяси не присутствовал на церемонии, его имя удостоилось самых громких и продолжительных аплодисментов.

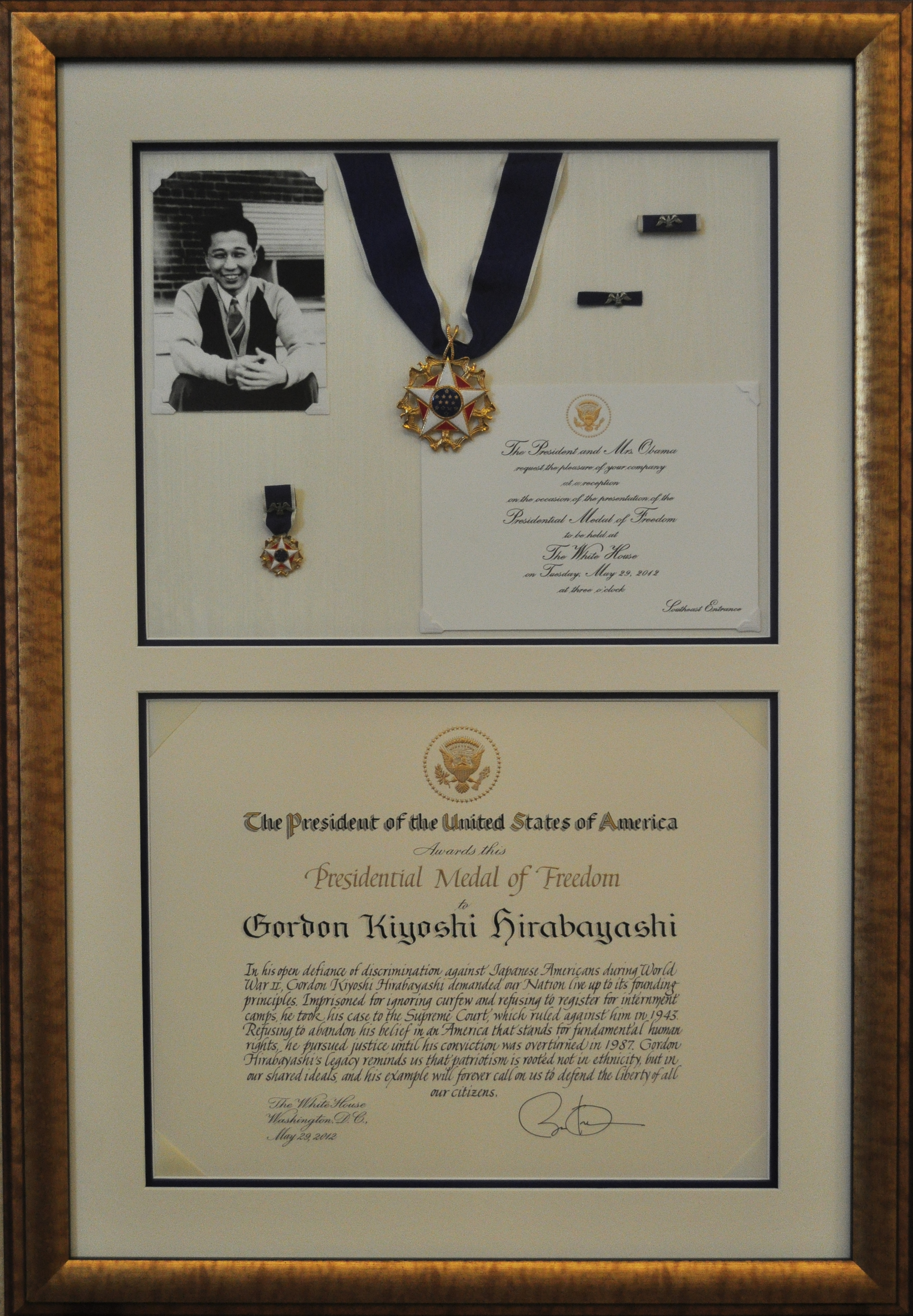
Сертификат Президентской медали Свободы

27 апреля 2012 года президент США Барак Обама посмертно наградил Хирабаяси Президентской медалью Свободы за его принципиальную позицию против интернирования американцев японского происхождения. 29 мая состоялась встреча президента и членов семьи Гордона Хирабаяси. 22 февраля 2014 года медаль была официально передана в дар Университету штата Вашингтон и хранится в Библиотеке специальных коллекций, где находится архив Хирабаяси.

### Пьесы
В 2007 году азиатско-американская театральная компания «Players East West» представили мировую премьеру спектакля, основанного на реальной истории жизни Хирабаяси. Эта пьеса одного актера получила название "Утренняя заря: путешествие Гордона Хирабаяси". Компанией пьеса описывается так: «В Сиэтле во время Второй мировой войны студент университета штата Вашингтон Гордон Хирабаяси страдает из-за постановления правительства США о принудительной депортации и заключении в лагеря всех людей японского происхождения на западном побережье. Понимание предательства своей страны борется в нем с его верностью Конституции. И в этот период происходит лучшее понимание Гордоном триумфов и поражений Америки».
Пьеса «Утренняя звезда: путешествие Гордона Хирабаяси» была написана Жанной Сакатой. Режиссер спектакля — Джессика Кубзански. Главную роль сыграл Рюн Ю. Пьеса была поставлена в Театре Дэвида Генри Ханга в Литл-Токио (Лос-Анджелес). Премьера состоялась 7 ноября 2007 года.
В 2008 году драматург Жанна Саката адаптировала пьесу в более короткую театральную постановку для молодежи. В то время как оригинальный спектакль одного актера шел около 90 минут, новая сокращенная версия, адаптированная для студентов, шла 45 минут. В главной роли выступил актер Мартин Ю.
В 2012 году автор переименовала пьесу в «Придерживайся этих истин» и поставила ее в Нью-Йорке. В 2014 и 2015 годах пьесу поставили в Пенсильвании.